# Trémont (Orne)
Trémont es una comuna francesa situada en el departamento de Orne, en la región de Normandía.

## Demografía
| 123 | 96 | 89 | 95 | 89 | 94 | 120 |
| Para los censos de 1962 a 1999 la población legal corresponde a la población sin duplicidades (Fuente: INSEE [Consultar]) |    |    |    |    |    |     |